# André Noyelle
André Noyelle (n. 29 noiembrie 1931, Ieper, Flandra, Belgia – d. 4 februarie 2003, Poperinge, Flandra, Belgia) a fost un ciclist belgian, medaliat olimpic. A participat la o ediție a Jocurilor Olimpice (1952) în care a câștigat o medalie de aur.

## Participări
Lista de mai jos prezintă principalele competiții la care a participat André Noyelle de-a lungul carierei.
- pyöräily kesäolympialaisissa 1952 – miesten maantieajo[*]